# Enchenberg
Enchenberg là một xã trong tỉnh Moselle, vùng Grand Est đông bắc nước Pháp.